# Centre international du multiculturalisme de Bakou
Le Centre international du multiculturalisme de Bakou a été créé pour assurer la tolérance et la protection de la diversité culturelle, religieuse et linguistique, pour étudier et promouvoir les modèles multiculturels existant et faisant connaître l’Azerbaïdjan comme centre de multiculturalisme dans le monde. Le directeur du centre est Ravan Hasanov.

## Histoire
Le centre a été créé par le décret du président de la République d'Azerbaïdjan du 15 mai 2014.

## Fonction
- Effectuer une analyse scientifique de la base tolérante de la diversité culturelle et religieuse dans la République d'Azerbaïdjan et déterminer les moyens de la préserver;
- étudier et promouvoir le degré de contact entre les cultures appartenant à différentes régions dans la vie multiculturelle;
- analyser et diffuser les expériences personnelles d'experts mondiaux du multiculturalisme, ainsi que de personnalités politiques, sociales, scientifiques, culturelles et artistiques passées et présentes;
- mettre en œuvre des mesures visant à accroître les connaissances religieuses et laïques professionnelles des jeunes personnalités religieuses appartenant à différentes religions;
- réaliser des projets dans le sens de l'élimination systématique de certaines déficiences qui se manifestent dans l'éducation, la culture, la science et d'autres domaines sociaux et entravent le développement harmonieux de l'intégrité morale de la personnalité;

## Conseil d'administration
- Kamal Abdoulla
- Abdulaziz Othman Altwaijri
- Leyla Aliyeva
- Franghiz Ali-Zadeh
- Isa Habibbayli
- Kōichirō Matsuura
- Alexandre Charovski
- Naila Valikhanli
- Michail Zabelin[2]